# Marie Auchard
Marie Molliex-Gozé, dite Marie Auchard (née le 1er décembre 1787 à Paris, dans le quartier de Chaillot, et morte le 16 novembre 1846 à Lagny-sur-Marne) était la nourrice du roi de Rome.

## Biographie
Fille d'un couple d'exploitants de débit de vin à Paris, elle épousa,  le 1er juin 1809, Pierre Vincent Auchard (1779-1815), vigneron. Elle eut deux enfants Marie Eugénie (1808-1816) et Jean Louis (1810-1871).
Napoléon Ier avait chargé le général Bertrand de choisir une nourrice pour son futur enfant. Pas moins de 1200 sollicitèrent cette fonction. Il y avait des femmes de marchands, d'avocats etc. Après un premier choix, le nombre atteint deux-cents pour finir à trois personnes, Marie Auchard fut enfin choisie parmi ces prétendantes. Le critère retenu a été sa santé, son physique et plus particulièrement sa forte poitrine qui, selon un préjugé courant de l'époque, permettait de nourrir de manière satisfaisante le roi de Rome, « ...l'opulence de son corsage faisait bien augurer de l'alimentation lactée qu'elle était appelée à fournir au roi de Rome ». Elle put en effet allaiter le roi et son propre fils pendant une période de trois mois sans aucun problème.
Elle était décrite comme « une grosse mère, fraîche, ronde, très saine, dont la figure, sous le bonnet parisien ruché qui l'encadre, prend un air de bonne humeur riante » .
Elle fut nourrice de mars 1811 à fin 1813 sous la surveillance de Mme de Montesquiou, gouvernante. Elle avait trois berceuses à ses ordres. Ses gages s'élevaient à 2 400 francs par an.
Frédéric Masson, dans son ouvrage, la décrit dans son quotidien :

« Point de costume obligatoire pour elle; elle garde son bonnet à la Parisienne, mais il est garni de Valenciennes  et, pour les grands jours, elle en a deux en Angleterre et quatre en malines brodé; ses robes sont taillées à la paysanne, mais elles sont de levantine ou de florence gros-bleu, vert-olive, parfois de  taffetas blanc; et, par-dessus, elle porte une rotonde de marceline gros-bleu ou de levantine vert d'eau, de cette forme qui est traditionnelle.
Par mesure de propreté, ses cheveux sont coupés court. Le coiffeur Hippolyte le jeune fort en vogue au Journal des dames, viendra tout exprès au palais, à douze francs la séance, mais, aux grands jours, il demandera un louis pour faire à Marie Auchard une frisure en milliers de petites boucles qui, sous son bonnet rond, donne à son visage poupin, un air très drôle »

.
P. Maigne également :

« Elle sortait tous les jours à pied ou en voiture, dans les intervalles pendant lesquels elle ne donnait pas à téter. Les promenades étaient d'un heure au plus. La nourrice faisait trois repas, déjeuner, diner et souper, ce dernier à huit heures du soir. Tous les jours, on lui faisait prendre un potage à la purée de lentilles. Le coucher était fixé pour tous les jours à onze heures ; quant au lever, l'heure variait, suivant que la nuit avait été bonne ou mauvaise. »

En 1813, le Roi de Rome cessa d'être allaité par Marie Auchard. Considérée comme une bonne nourrice et appréciée, elle reçut en remerciements de nombreux cadeaux, trousseau, étoffes, fourrures, vingt-mille francs de diamants, bijoux et argenterie, une rente de 4800 francs et une pension annuelle et viagère de 6000 francs sur le trésor de la couronne et 6000 francs en étrennes chaque année.
À la fin de sa mission, et grâce aux récompenses reçues, elle fit acquisition, avec son mari, d'une belle propriété située à Lagny-sur-Marne. Cette propriété fut achetée par moitié avec un ami. La vente de l'argenterie et des bijoux ne suffisait pas pour un achat comptant, et un emprunt fut nécessaire.
Elle y vécut quelques années de 1815 à 1821. La mort de son mari, les frais de successions, la fin de l'empire et la perte de sa pension lui laissèrent des dettes et elle fut donc obligée de vendre cette propriété et finir ses jours dans sa propriété dite de l'Arquebuse qui, comme son nom l'indique, était un ancien hôtel des arquebusiers à Lagny-sur-Marne où elle décéda en 1846.
Cette belle propriété est actuellement un ensemble scolaire privé catholique Saint-Laurent - La Paix Notre Dame.
Marie Auchard est inhumée au cimetière de Lagny-sur-Marne. Sa sépulture fut rénovée par l'Association pour la rénovation des monuments napoléoniens en 1990.

## Représentations

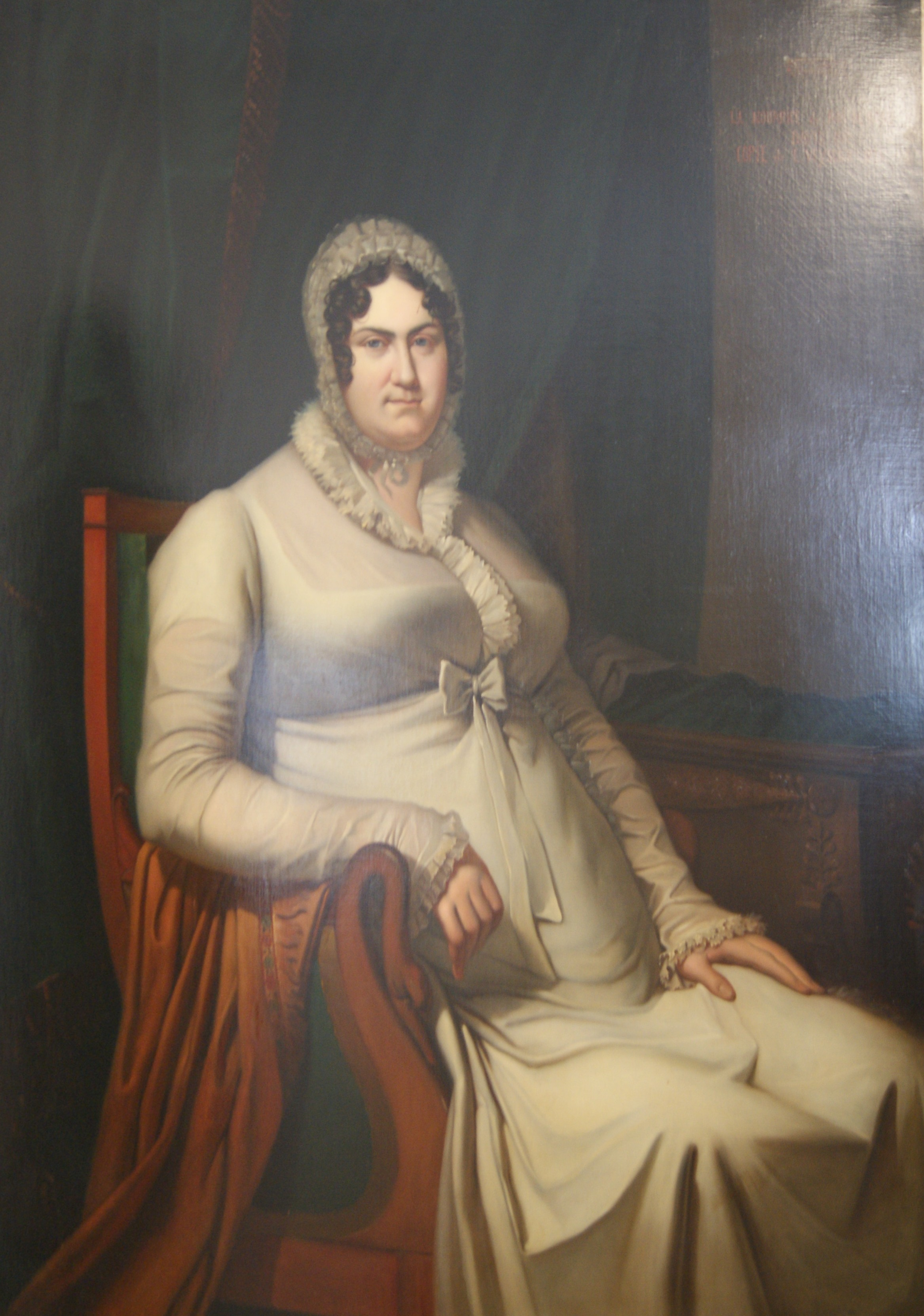
Huile sur toile par Pierre Veyssier.

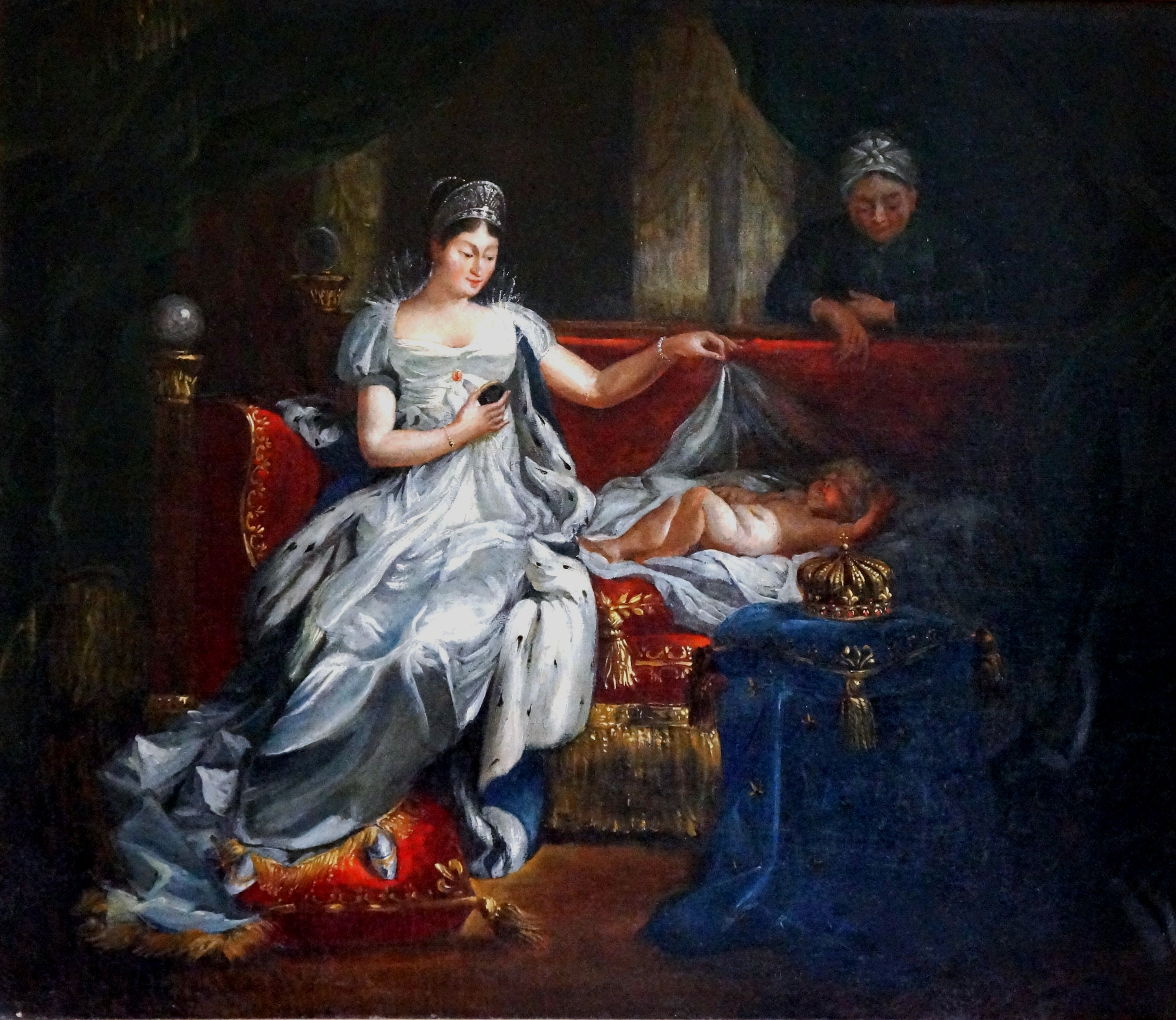
Marie Auchard regardant le Roi de Rome dans son berceau

- Elle est présente (debout et à droite de la scène) sur le tableau Marie-Louise portant le roi de Rome à Napoléon Ier pendant le repas de l'Empereur d'Alexandre Menjaud (1773-1832)[13].
- Édouard Pingret réalisa un portrait en pied en 1812[14]. Une copie de ce tableau, exécuté par Pierre Veyssier en 1875, est exposée au Musée Gatien-Bonnet de Lagny-sur-Marne[15].
- Un tableau représentant Marie Auchard regardant le Roi de Rome dans son berceau est également au Musée Gatien-Bonnet de Lagny-sur-Marne, par contre, le tableau n'étant pas signé, il est impossible de connaître le nom du peintre.
- Il existe une boîte de bonbons illustrée de son portrait exposée au musée des châteaux de Malmaison et de Bois-Préau[16].